# Waraw'il
Waraw'il (altsüdarabisch wr(w)ʾl) war ein König des alt-südarabischen Reiches von Qataban. Er regierte um 700 v. Chr., war ein Bundesgenosse des Karib’il Watar I. und ist von einer Bustrophedon-Inschrift auf einem Altar aus Timna bekannt, die als älteste qatabanische Inschrift gilt.